# دیتریش بوکسته‌هوده

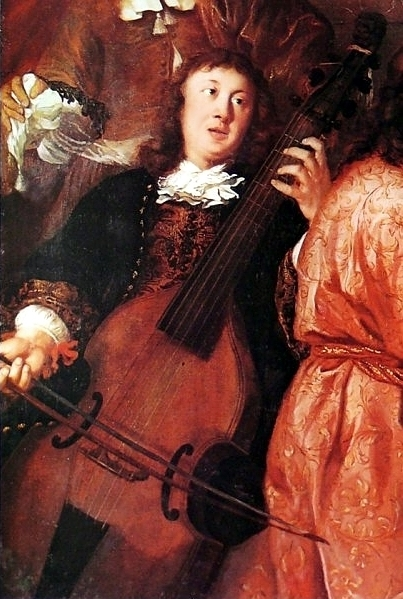
تنها پرترهٔ باقی‌مانده از بوکسته‌هوده، مربوط به سال ۱۶۷۴ و به قلم یوهانس وورهوت

دیتریش بوکسته‌هوده (به آلمانی: Dieterich Buxtehude) (زادهٔ ۱۶۳۹/۱۶۳۷ - درگذشتهٔ ۹ مهٔ ۱۷۰۷) نوازندهٔ ارگ و آهنگساز دانمارکی-آلمانی در دورهٔ باروک بود.
بوکسته‌هوده از سال ۱۶۶۸ در بندر لوبک اقامت گزید. املای نام کوچک او به دانمارکی Diderik است.
حرکت ماهرانهٔ پاهای او بر روی پدال‌های ارگ مشهور است. این مهارت موجب اثرگیری یوهان سباستیان باخ شد و او با تمرین توانست چنین قابلیتی را در خود ایجاد کند. از نظر تاریخی، بوکسته‌هوده یکی از آهنگسازان مهم اواسط دوره باروک در آلمان است.

## زندگی

### سال‌های آغازین در دانمارک
گمان می‌رود که او با نام دیدریش بوکسهود به دنیا آمده باشد. پدر و مادر او یوهانس (هانس جنسن) بوکستهود و هل جسپرسداتر بودند. پدرش اهل اولدسلو در دوک نشین هلشتاین بود که در آن زمان بخشی از قلمرو دانمارک در شمال آلمان بود. پيوهشگران هم سال و هم کشور تولد دیتریش را مورد بحث قرار می‌دهند، اگرچه اکثر آنها می‌پذیرند که او در سال ۱۶۳۷ در هلسینبورگ، اسکانه در آن زمان بخشی از دانمارک (اما اکنون بخشی از سوئد) به دنیا آمد. در آگهی ترحیم او آمده است که "او دانمارک را به عنوان کشور مادری خود به رسمیت شناخت و از آنجا به منطقه ما آمد و حدود ۷۰ سال زندگی کرد". با این حال، برخی دیگر ادعا می کنند که او در Oldesloe به دنیا آمده است. بعداً در زندگی خود، نام خود را آلمانی کرد و شروع به امضای اسناد با نام Dieterich Buxtehude کرد.
پدرش - یوهانس بوکستهود - ارگ نواز کلیسای سنت اولاف در هلسینگور بود. دیتریش ابتدا در هلسینبورگ (۱۶۵۸-۱۶۵۷) و سپس در هلسینگور (۱۶۶۸-۱۶۶۰) به عنوان نوازنده ارگ استخدام شد. مریم مقدس در هلسینگور تنها کلیسایی است که بوکسته‌هوده در آن به کار گرفته شده است که هنوز ارگ را در محل اصلی خود دارد.

#### لوبک: ماریان کرش
آخرین جایگاه بوکسته‌هوده، از سال ۱۶۶۸، در لوبک: ماریان کرش بود که دارای دو ارگ بود، یکی بزرگ برای خدمات بزرگ و دیگری کوچک برای مراسم مذهبی و تشییع جنازه. او در آنجا جانشین فرانتس تاندر شد و بسیاری از راه های سلف خود را دنبال کرد. او در سال ۱۶۶۸ با دختر تندر، آنا مارگارت ازدواج کرد - این امر غیر معمول نبود که مردی با دختر سلف خود در شغل خود ازدواج کند. بوکستهود و آنا مارگارت هفت دختر داشتند که در مارین کیرش غسل تعمید داده شدند. با این حال، دختر اول او در کودکی درگذشت. پس از بازنشستگی به عنوان نوازنده ارگ در کلیسای سنت اولاف، پدرش در سال ۱۶۷۳ در لوبک به خانواده ملحق شد. یوهانس یک سال بعد درگذشت و دیتریش موسیقی خاکسپاری او را ساخت. برادر دیتریش، پیتر، آرایشگر، در سال ۱۶۷۷ به آنها پیوست.